# بانک تجارت فیلیپین
بانک تجارت فیلیپین (انگلیسی: Philippine Business Bank) شرکت خدمات مالی و بانکداری فیلیپینی است، که در سال ۱۹۹۷ تأسیس شد.